# أبريكا

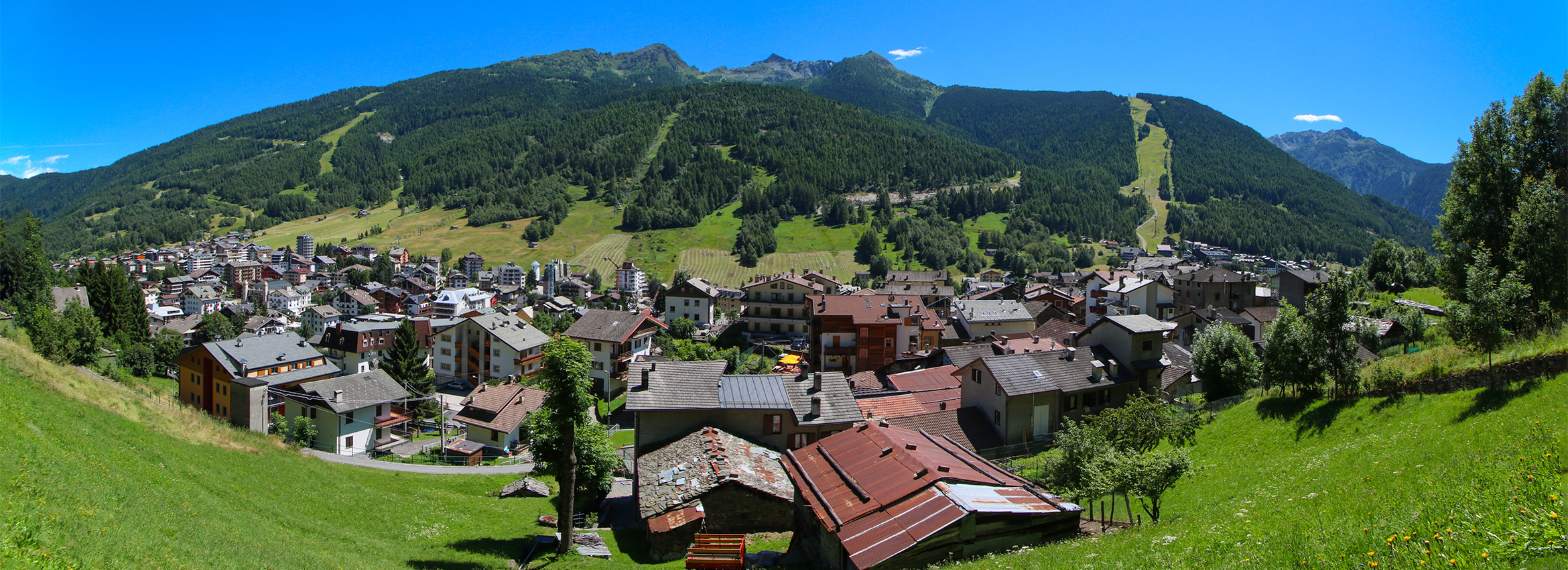
صورة للمدينة

أبريكا هي كومونا تقع في مقاطعة سوندريو ، لومباردي ، شمال إيطاليا. و تقع على الممر الذي يحمل نفس الاسم ، وهو الأكثر ملاءمة الذي يربط فالتيلينا بـ وادي كامونيكا. مصدر دخلها الرئيسي هو السياحة ، باستخدام المناطق الجغرافية لتوفير فرص التزلج (قي فصل الشتاء) وركوب الدراجات في الجبال (في فصل الصيف).

## المدن التوأم
- Borgo Val di Taro, Italy
- Legnano, Italy

## روابط خارجية
- ApricaOnLine
- فيديوهات للتزلج في أبريكا
- صور لأبريكا في الشتاء